# Hilara hystrix
Hilara hystrix är en tvåvingeart som beskrevs av Gabriel Strobl 1892. Hilara hystrix ingår i släktet Hilara och familjen dansflugor. Inga underarter finns listade i Catalogue of Life.